# 端泰
端泰（Đoan Thái，1585年—1588年）是大越国莫朝莫茂洽的第四个年号，共计4年。
傳統越南歷史年表依據《大越史記全書》，將光寶起止時間定為1586年至1587年，共2年。越南學者據丁克順《莫代碑文》（Văn bia thời Mạc）收錄的碑刻，訂正為1585年至1588年，共4年。

## 纪年
| 端泰 | 初年     | 2年      | 3年      | 4年      |
| 公历 | 1585年   | 1586年   | 1587年   | 1588年   |
| 干支 | 乙酉     | 丙戌     | 丁亥     | 戊子     |
| 黎朝 | 光興8年  | 光興9年  | 光興10年 | 光興11年 |
| 明   | 萬曆13年 | 萬曆14年 | 萬曆15年 | 萬曆16年 |